# Aleksandra Latysjeva
Aleksandra Melikovna Latysjeva (Russisch: Александра Меликовна Латышева; geboortenaam: Фоменко; Fomenko) (Leningrad, 14 januari 1976), is een Russisch voormalig professioneel basketbalspeler die uitkwam voor het nationale team van Rusland.

## Carrière
Latysjeva begon haar carrière bij Force-Majeure Sint-Petersburg in 1993. In 1996 verhuisde ze naar Spartak Noginsk. Na één jaar ging ze spelen voor Dinamo Moskou. Met die club wint ze vier keer het Landskampioenschap van Rusland in 1998, 1999, 2000 en 2001. In 2004 wordt ze voor een half jaar verhuurd aan Baltiejskaja Zvezda Sint-Petersburg en wordt met die club derde op de FIBA Women's World League. In 2006 keerde ze terug bij Spartak Noginsk. In 2007 verhuisd Latysjeva naar BK Moskou. In 2008 keert ze terug naar Dinamo Moskou. Met BK Moskou haalt ze de finale om de EuroCup Women. Ze verloren van Beretta Famila Schio uit Italië met een totaalscore over twee wedstrijden met 136-165. In 2009 stopt ze met basketbal.
Met Rusland won ze één keer brons op het Europees Kampioenschap in 1995.

## Erelijst
- Landskampioen Rusland: 4
  - Winnaar: 1998, 1999, 2000, 2001
  - Tweede: 1995, 2005
  - Derde: 2002, 2006
- EuroCup Women:
  - Runner-up: 2008
- FIBA Women's World League:
  - Derde: 2004
- Europees Kampioenschap:
  - Brons: 1995